# Kubangwungu
Kubangwungu is een bestuurslaag in het regentschap Brebes van de provincie Midden-Java, Indonesië. Kubangwungu telt 7867 inwoners (volkstelling 2010).